# Weta Digital
Weta Digital és una companyia dedicada a efectes visuals digitals situada a Wellington, Nova Zelanda. Va ser fundada per Peter Jackson, Richard Taylor i Jamie Selkirk el 1993 per produir els efectes especials digitals per a la pel·lícula Heavenly Creatures. El 2007, el supervisor cap d'efectes visuals, Joe Letteri, va ser nomenat director de la companyia. Weta Digital ha guanyat diversos Premis Oscar i BAFTA.
Weta Digital forma part d'un grup d'empreses anomenat Weta Limited, localitzat a Wellington, del qual Peter Jackson és co-propietari, en el qual s'inclouen Weta Workshop, Weta Productions, Weta Collectibles i Park Road Post Production.

## Filmografia dels efectes especials
| Any  | Títol                                                                                                 | Informació                          |
| ---- | --- | ----------------------------------- |
| 1994 | Heavenly Creatures                                                                                    |                                     |
| 1995 | Forgotten Silver                                                                                      | Televisió                           |
| 1996 | The Frighteners                                                                                       |                                     |
| 1997 | Contact                                                                                               |                                     |
| 2001 | El Senyor dels Anells: La Germandat de l'Anell (The Lord of the Rings: The Fellowship of the Ring)    |                                     |
| 2002 | El Senyor dels Anells: Les dues torres (The Lord of the Rings: The Two Towers)                        |                                     |
| 2003 | El Senyor dels Anells: El retorn del rei (The Lord of the Rings: The Return of the King)              |                                     |
| 2004 | Van Helsing                                                                                           |                                     |
| 2004 | Jo, robot ((I, Robot)                                                                                 |                                     |
| 2004 | Two Cars, One Night                                                                                   | Curtmetratge                        |
| 2005 | King Kong                                                                                             |                                     |
| 2006 | X-Men: La decisió final (X-Men: The Last Stand)                                                       |                                     |
| 2006 | Eragon                                                                                                |                                     |
| 2006 | Catch a Fire                                                                                          |                                     |
| 2006 | La maledicció de la flor daurada                                                                      |                                     |
| 2006 | Burt Munro: Un somni, una llegenda (The World's Fastest Indian)                                       |                                     |
| 2006 | Night at the Museum                                                                                   |                                     |
| 2007 | Bridge to Terabithia                                                                                  |                                     |
| 2007 | Els 4 fantàstics i en Silver Surfer (Fantastic Four: Rise of the Silver Surfer)                       |                                     |
| 2007 | The Water Horse: Legend of the Deep                                                                   |                                     |
| 2007 | 30 dies de foscor (30 Days of Night)                                                                  |                                     |
| 2007 | Enchanted                                                                                             |                                     |
| 2007 | Rogue                                                                                                 | Només va treballar gent de l'estudi |
| 2007 | Heavenly Sword                                                                                        | Videojoc                            |
| 2008 | Jumper                                                                                                |                                     |
| 2008 | Les Cròniques de Nàrnia: el príncep Caspian                                                           |                                     |
| 2008 | The Day the Earth Stood Still                                                                         |                                     |
| 2008 | El penya-segat vermell (Red Cliff)                                                                    |                                     |
| 2008 | Rain of the Children                                                                                  | Documental                          |
| 2009 | Districte 9 (District 9)                                                                              |                                     |
| 2009 | The Lovely Bones                                                                                      |                                     |
| 2009 | Avatar                                                                                                |                                     |
| 2010 | The A-Team                                                                                            |                                     |
| 2010 | Knight and Day                                                                                        |                                     |
| 2010 | The Warrior's Way                                                                                     |                                     |
| 2010 | Gulliver's Travels                                                                                    |                                     |
| 2011 | Les aventures de Tintín: El secret de l'Unicorn (The Adventures of Tintin: The Secret of the Unicorn) |                                     |
| 2011 | X-Men: First Class                                                                                    |                                     |
| 2011 | Rise of the Planet of the Apes                                                                        |                                     |
| 2012 | El hòbbit: Un viatge inesperat (The Hobbit: An Unexpected Journey)                                    |                                     |
| 2012 | The Avengers                                                                                          |                                     |
| 2012 | Prometheus                                                                                            |                                     |
| 2012 | Abraham Lincoln: Vampire Hunter                                                                       |                                     |
| 2013 | L'home d'acer (Man of Steel)                                                                          |                                     |
| 2013 | The Hobbit: The Desolation of Smaug                                                                   |                                     |
| 2013 | Possessió infernal                                                                                    |                                     |
| 2013 | Iron Man 3                                                                                            |                                     |
| 2013 | The Wolverine                                                                                         |                                     |
| 2013 | Percy Jackson: Sea of Monsters                                                                        |                                     |
| 2013 | The Hunger Games: Catching Fire                                                                       |                                     |
| 2014 | Godzilla                                                                                              |                                     |
| 2014 | Dawn of the Planet of the Apes                                                                        |                                     |
| 2014 | The Hobbit: The Battle of the Five Armies                                                             |                                     |
| 2014 | What We Do in the Shadows                                                                             |                                     |
| 2015 | Fantastic Four                                                                                        |                                     |
| 2015 | Blackhat                                                                                              |                                     |
| 2015 | The Hunger Games: Mockingjay - Part 2                                                                 |                                     |
| 2015 | Furious 7                                                                                             |                                     |
| 2015 | Alvin and the Chipmunks: The Road Chip                                                                |                                     |
| 2015 | Krampus                                                                                               |                                     |
| 2015 | Maze Runner: The Scorch Trials                                                                        |                                     |
| 2015 | Auschwitz                                                                                             |                                     |
| 2016 | Central Intelligence                                                                                  |                                     |
| 2016 | Deadpool                                                                                              |                                     |
| 2016 | Independence Day: Resurgence                                                                          |                                     |
| 2016 | Spectral                                                                                              |                                     |
| 2016 | Pete's Dragon                                                                                         |                                     |
| 2016 | Batman contra Superman: L'alba de la justícia (Batman v Superman: Dawn of Justice)                    |                                     |
| 2016 | El llibre de la selva (The Jungle Book)                                                               |                                     |
| 2016 | The BFG                                                                                               |                                     |
| 2016 | Hunt for the Wilderpeople                                                                             |                                     |
| 2017 | La Lliga de la Justícia (Justice League)                                                              |                                     |
| 2017 | Wonder Woman                                                                                          |                                     |
| 2017 | Valerian i la ciutat dels mil planetes (Valerian and the City of a Thousand Planets)                  |                                     |
| 2017 | War for the Planet of the Apes                                                                        |                                     |
| 2017 | Guardians of the Galaxy Vol. 2                                                                        |                                     |
| 2017 | A Ghost Story                                                                                         |                                     |
| 2018 | Mortal Engines                                                                                        |                                     |
| 2018 | Aquaman                                                                                               |                                     |
| 2018 | Rampage                                                                                               |                                     |
| 2018 | Avengers: Infinity War                                                                                |                                     |
| 2018 | Maze Runner: The Death Cure                                                                           |                                     |
| 2018 | Deadpool 2                                                                                            |                                     |
| 2018 | Animal World                                                                                          |                                     |
| 2019 | Gemini Man                                                                                            |                                     |
| 2019 | Alita: Battle Angel                                                                                   |                                     |
| 2019 | Ad Astra                                                                                              |                                     |
| 2019 | Avengers: Endgame                                                                                     |                                     |
| 2019 | Game of Thrones                                                                                       | Sèrie de televisió (6 capítols)     |
| 2019 | Spider-Man: Far From Home                                                                             |                                     |
| 2019 | Terminator: Dark Fate                                                                                 |                                     |
| 2019 | Jumanji: The Next Level                                                                               |                                     |
| 2019 | La dama i el rodamón (Lady and the Tramp)                                                             |                                     |
| 2019 | Annabelle Comes Home                                                                                  |                                     |
| 2019 | Swan Song                                                                                             | Videoclip musical de Dua Lipa       |
| 2020 | Jungle Cruise                                                                                         | Post-producció                      |
| 2020 | Black Widow                                                                                           | Post-producció                      |
| 2020 | Mulan                                                                                                 | Post-producció                      |
| 2020 | Godzilla vs. Kong                                                                                     | Post-producció                      |
| 2020 | The King's Man                                                                                        | Post-producció                      |
| 2020 | Green Knight                                                                                          | Post-producció                      |